# 安镇站
31°36′26″N 120°27′51″E / 31.60733°N 120.46404°E
安镇站（工程名为安镇西站）位於無錫市锡山區锡沪路和润锡路十字路口西南侧地块内，是无锡地铁2号线一个未开通的站，为地下二层岛式站，前方衔接无锡东站。

## 車站概要
在2号线开通初期，安镇站因“开通条件尚不成熟”暂不开通。
此后，由于上方商业综合体的施工停滞，该站建设长期处于停工状态。该站曾于2021年4月开工并预计最快2023年年底开通运营。
然而，截至2024年2月，该站尚未开通。

## 車站構造
| 地面 |        |
|      | 出入口 |

| 地下 一楼 | 車站大廳           | 建设中                     |
| 地下 二樓 | 西                 | ← █ 2号线 往梅園開原寺方向 |
| 地下 二樓 | 島式月台，左側開門 |                            |
| 地下 二樓 | 东                 | → █ 2号线 终点站           |

## 出入口信息
| 編號   | 地点 | 可到达 | 周边公交 |
| ------ | ---- | ------ | -------- |
| 建设中 |      |        |          |